# Završne operacije u Jugoslaviji 1945.
Završnim operacijama 2. sv. rata u Jugoslaviji nazivamo ratne operacije između 20. ožujka i 15. svibnja 1945. godine.

## Uvod
Od Staljingrada 1943. Sile osovine gube bitke i teritorij, sredinom ožujka bojišnica Crvene armije ide od rijeke Odre-Slovačke Rudne planine-Estergom-Blatno jezero-Drava, gdje kod Barcsa kontakt uspostavljaju Crvena armija i JA, bojišnica dalje vodi na Jadransko more južno od Karlobaga. Zapadni saveznici u Njemačkoj su na Rajni, u Italiji na crti Bolonja-Toskansko-emilijski Apenini.

## Stanje bojišnice pred početak operacija
Sredinom ožujka 1945. između Drave i Jadranskog mora protezala se bojišnica Jugoslavenske armije, koja se desnim krilom povezivala s Trećom ukrajinskm frontom Crvene armije na Dravi u području Barcsa, u Mađarskoj, a lijevim izbijao na Jadransko more kod Karlobaga; njemačka bojšnica na jugoslovenskom ratištu išla je približno linijom od desne obale Drave (od Donjeg Miholjca do njenog ušća)  –  desnom obalom Dunava – Mohovo – ušće Drine – Bijeljina – Tuzla – Sarajevo – Travnik – Banja Luka – Bosanski Novi – Bihać – Gospić – Karlobag.
Njemačka grupa armija „E” nalazila se krajem ožujka:
- 15. kozački korpus (1. i 2. kozačka divizija i nekoliko policijskih bataljuna) na desnoj obali Drave od Virovitice do Čađavice;
- 91. armijski korpus (11. poljska zrakoplovna divizija i borbene grupe „Fischer” i „Geiger”) u nastavku na desnoj obali Drave do Dalja;
- stožer 91. armijskog korpusa prebačen je 10. travnja iz Našica u Karlovac, a odsjek na Dravi predat je 34. armijskom korpusu;
- 34. armijski korpus (41, 22. njemačka, 3. i 12. ustaško-domobranska divizija, njemačka 963. tvrđavska brigada „Kioc” i borbena grupa „Brener”, ustaški zdrug „Zbor” i dijelovi bijelogardijskog ruskog zaštitnog korpusa na Srijemskoj bojišnici od sela Mohova do ušća Drine i na desnoj obali Save u području Brčkog i Bijeljine;
- 21. brdski armijski korpus (181. pješadijska, 7. SS i 369. legionarska divizija, 964. i 969. tvrđavska brigada, više policijskih bataljuna i bataljun za izviđanje, 8, 9. i 15. ustaško-domobranska divizija) u dolini rijeke Bosne i širem području Sarajeva;
- 15. brdski armijski korpus (373. i 392. njemačka legionarska, 104. lovačka i 10. i 11. ustaško-domobranska divizija) u dolini rijeke Une, Lici, na Kordunu i u Gorskom kotaru;
- 69. armijski korpus (brigade: „Plastun”, „Jugoistok”, borbena grupa „Hamerschmidt” i slabije policijske postrojbe) u zapadnoj Slavoniji, Hrvatskom zagorju i u prostoru Zagreba, Jastrebarskog, Karlovca; glavninu 69. armijskog korpusa tvorile su ustaško-domobranske divizije: 1. u zapadnoj Slavoniji, 2. u širem području Zagreba, 4. u području Bosanskog Broda, Siska i Petrinje, 5. kod Bjelovara, 6. u području Banje Luke, 7. zapadno od Broda, 13. kod Karlovca, 14. na pruzi Brod – Zagreb, Poglavnikov tjelesni zdrug na prostoru Zagreb, Bjelovar, Varaždin, a Brzi zdrug istočno od Zagreba;
- 97. armijski korpus (188, 237. i 710. divizija i 24. brigada kraških lovaca) u Istri i Slovenskom primorju; u tom prostoru nalazile su se i jače njemačke policijske snage, Srpski dobrovoljački korpus, Đujićeva četnička divizija i nekoliko talijanskih fašističkih pukova; u području Maribora nalazila se njemačka 14. SS rutenska divizija, a u Štajerskoj, Koruškoj i Gorenjskoj 438. divizija za naročitu upotrebu;
- u Sloveniji su operirale i jedinice slovenskog domobranstva; mornaričke njemačke snage nalazile su se pod zapovjedništvom grupe „Jug”  –  11. divizija za osiguranje u Tršćanskom i Kvarnerskom zaljevu, grupa džepnih podmornica i transportna flotila u području Pule, mornarička i armijska obalno topništvo na prostoru Gradež, Trst, Pula, Rijeka, kvarnerski otoci;
- u prostoru Doboja nalazila se jača skupina četnika Draže Mihailovića; Stožer Vrhovnog zapovjednika Jugoistoka nalazio se u Zagrebu, kome je bio potčinjen i 97. armijski korpus iz grupe armija „C” sa bojišnice u Italiji.

## Raspored snaga Jugoslavenske armije
Plan o koordinaciji između Jugoslavenske armije i savezničkih snaga u Mađarskoj i Italiji utvrđen je na sastanku između maršala Josipa Broza Tita i savezničkih zapovjednika maršala Fjodora Ivanoviča Tolbuhina i feldmaršala Harolda Alexandera 24. travnja 1945. u Beogradu. Osnovnu ideju plana za završne operacije dao je Vrhovni zapovjednik Jugoslavenske armije Josip Broz Tito: probiti njemačku bojišnicu u Srijemu i Lici, a zatim, nadiranjem desnim krilom dolinom Drave ka Koruškoj, a lijevim uz jadransku obalu ka Trstu, Soči i gornjem toku Drave, zatvoriti obruč oko njemačke balkanske grupacije u oblasti Julijskih Alpi i Karavanki; istovremeno, radi osiguranja krilnih armija, poduzeti s armijama u centru nastupanje na sjeverozapad, ka liniji Zagreb – Karlovac i dalje prema Sloveniji; postrojbe u pozadini neprijatelja napadale bi njegova utvrđenja i prometovanje.
Sredinom ožujka, snage Jugoslavenske armije bile su grupirane:
- na desnom krilu Treća armija (16., 36. i 51. divizija) u Baranji i Bačkoj, i u operativnom pogledu 6. i 10. korpus, koji su ostali pod zapovjedništvom Glavnog štaba Hrvatske do ulaska pod neposredno zapovjedništvo Štaba 3. armije;
- Prva armija: 1., 5., 6., 11. i 21. divizija, Konjička i Inženjerijska brigada, od 3. travnja još 2., 17., 42. i 48. divizija, a od 7. travnja i 22. divizija i tenkovska brigada u Srijemu i Posavini; Jugoslavensko ratno zrakoplovstvo (11. lovačka i 42. jurišna divizija) imalo je zadatak da podržava operacije 1. i 3. armije;
- u centru  –  Druga armija (17., 23., 25., 28. i 45. divizija, 1, 2. i 3. topnička brigada, Inženjerijska brigada) u istočnoj Bosni, i 3. korpus (27. i 38. divizija), koji se od 9. ožujka nalazio u sastavu Sarajevske operativne grupe;
- Četvrta armija (9, 19, 20. i 26. divizija, 1. tenkovska brigada, Topnička i Inženjerijska brigada i Puk za vezu) u sjevernoj Dalmaciji; u operativnom pogledu bili su joj potčinjeni: 11, 7. i 9. korpus s tim što su 7. i 9. korpus i dalje ostali pod neposrednim zapovjedništvom Glavnog štaba Slovenije, kao i postrojbe 4. operativne zone; pod zapovjedništvo 4. armije stavljeno je Pomorsko zapovjedništvo sjevernog Jadrana sa zadatkom da organizira desante na kvarnerske otoke, osigurava operativno područje armije na moru i vrši dotur za 4. armiju; 17. ožujka bio je formiran Operativni štab za oslobođenje Sarajeva, pod čije zapovjedništvo su stavljeni 2, 3. i 5. korpus i grupa brigada zeničkog sektora.

U pozadini njemačke bojišnice operirali su 11. korpus (13, 35. i 43. divizija) u Lici, Gorskom kotaru i Žumberku, 7. korpus (15. i 18. divizija) u Dolenjskoj i Beloj krajini, 9. korpus (30. i 31. divizija i divizija „Garibaldi Nattisone”) u Slovenskom primorju, 4. operativna zona (14. divizija) u Štajerskoj i Koruškoj, 6. korpus (12. i 40. divizija) u Slavoniji i 10. korpus u zapadnoj Slavoniji i sjevernoj Hrvatskoj.
Pred 4. armijom nalazio se njemački 15. brdski armijski korpus na liniji Una – Udbina – Karlobag i zatvarao pravac preko Bihaća i Sunje u dolinu Save, a preko Like, Hrvatskog primorja i Gorskog kotara za Rijeku; bio je raspoređen u dvije grupe: 373. legionarska i 10. ustaško-domobranska divizija na prostoru Bihać, Donji Lapac i 392. legionarska i 11. ustaško-domobranska na prostoru Gospić, Karlobag, Otočac, Josipdol, Senj; 4. armija imala je zadatak da razbije neprijatelja na bojišnici između gornjeg toka Une i Jadranskog mora, a zatim da što prije prodre u Istru i prema Trstu.